# 주니어 유로비전 송 콘테스트

2003년 이후 참가국. 녹색은 적어도 한 번은 참가한 적이 있음. 노랑은 참가 자격이 있어도 참가한 적이 없음.

주니어 유로비전 송 콘테스트(Junior Eurovision Song Contest)는 유럽방송연맹(European Broadcasting Union)시청자 앞에서 노래, 춤 등 자신의 기량을 뽐낸 뒤 순위를 가리는 음악 경연회이다. 2003년 처음으로 덴마크의 코펜하겐에서 열리기 시작해서 2014년에는 몰타의 마르사에서 개최했다.

## 기원
이 대회의 원천은 2002년에 덴마크, 노르웨이, 스웨덴이 개최한 MGP Nordic 이라고 할 수 있다. 8~15세의 어린이와 청소년들을 대상으로 각 나라마다 3곡씩, 총 9곡이 본선에 진출하도록 하고 그 중에서 순위를 가리는 방식이었다. EBU는 이 프로그램을 보고 현재도 열고 있는 유로비전 송 콘테스트 방식을 도입해서 본 대회를 열게 되었다.

## 유로비전 송 콘테스트와 차이점
- 나이는 10~15세로 참여가 제한된다.
- 유로비전 송 콘테스트는 참여 국가 개수 제한이 없지만, 주니어 유로비전 송 콘테스트는 18국가로 제한된다.
- 유로비전 송 콘테스트는 기본 점수가 없지만, 주니어 유로비전 송 콘테스트는 2005년부터 기본 점수를 12점 부여한다.
- 유로비전 송 콘테스트는 영어와 프랑스어가 공용어지만, 주니어 유로비전 송 콘테스트는 오직 영어만 공식어이다. 다만, 프랑스어 국가가 참여할 때는 한 때 불어를 병행해 사용한 적이 있었다. (2004년, 2005년)
- 유로비전 송 콘테스트는 전 스테이지 참여자가 라이브로 불러야 하지만, 주니어 유로비전 송 콘테스트는 코러스 부분은 립싱크가 가능하다.
- 유로비전 송 콘테스트는 우승한 국가가 자동으로 다음 해에 그 나라에서 무대를 개설하지만, 주니어 유로비전 송 콘테스트는 사전에 투표로 결정이 된다.

## 변경된 규칙들
- 2003~2007년까지는 8명까지 무대에 오를 수 있었으나, 2008년부터는 6명으로 줄었다.
- 2003~2006년까지는 연령 제한이 8~15세였다.
- 2008년부터 심사위원 50%, SMS/전화 투표 50%로 순위 집계 방식을 바꾸었다.
- 2009년부터는 전문 프로듀서의 도움을 받아 곡의 제작을 허용하였다.
- 원래 그 해 대회에 참여했던 가수는 더 이상 대회에 참여할 수 없었으나, 2011년 대회부터 이 규칙이 삭제되었다.
- 2004~2012년까지는 2분 30초에서 2분 45초 사이로 곡을 만들어야 했으나, 2013년부터는 2분 45초에서 3분 사이로 곡을 만들어야 한다.

## 역대 대회
| 년도   | 우승국가   | 사용언어           | 가수                    | 노래제목                                           | 날짜             | 개최장소              | 참가국가수 | 신규참여국가 | 재참여국가                                                                      | 불참국가                                                                        |
| ------ | ---------- | ------------------ | ----------------------- | -------------------------------------------------- | ---------------- | --------------------- | ---------- | --- | ------------------------------------------------------------------------------- | ------------------------------------------------------------------------------- |
| 2003년 | 크로아티아 | 크로아티아어       | 디노 옐루식             | Ti Si Moja Prva Ljubav (당신은 나의 첫 사랑)       | 2003년 11월 15일 | 덴마크 - 코펜하겐     | 16         | 그리스 키프로스 스페인 영국 덴마크 스웨덴 노르웨이 벨기에 네덜란드 벨라루스 루마니아 폴란드 마케도니아 라트비아 크로아티아 | -                                                                               | -                                                                               |
| 2004년 | 스페인     | 스페인어           | 마리아 이사벨           | Antes Muerta Que Sencilla (평범하느니 죽는게 나아) | 2004년 11월 20일 | 노르웨이 - 릴레함메르 | 18         | 프랑스 스위스 | -                                                                               | -                                                                               |
| 2005년 | 벨라루스   | 러시아어           | 크세니아 시트니크       | My Vmeste (우리는 하나)                            | 2005년 11월 26일 | 벨기에 - 하셀트       | 16         | 세르비아-몬테네그로 러시아                                                                                                 | -                                                                               | 프랑스 스위스 키프로스 폴란드                                                   |
| 2006년 | 러시아     | 러시아어           | 톨마초브이 쌍둥이       | Vesenniy Jazz (봄의 재즈)                          | 2006년 12월 2일  | 루마니아 - 부쿠레슈티 | 15         | 우크라이나 세르비아 포르투갈                                                                                               | 키프로스                                                                        | 영국 세르비아-몬테네그로 노르웨이 덴마크 라트비아                               |
| 2007년 | 벨라루스   | 러시아어           | 알렉세이 지갈코비치     | S druzyami (친구들과)                              | 2007년 12월 8일  | 네덜란드 - 로테르담   | 17         | 조지아 아르메니아 리투아니아 불가리아                                                                                      | -                                                                               | 크로아티아 스페인                                                               |
| 2008년 | 조지아     | 인공어             | Bzikebi                 | Bzz...                                             | 2008년 11월 22일 | 키프로스 - 리마솔     | 15         | - | -                                                                               | 포르투갈 스웨덴                                                                 |
| 2009년 | 네덜란드   | 네덜란드어, 영어   | 랄프 마켄바흐           | Click Clack                                        | 2009년 11월 21일 | 우크라이나 - 키이우   | 13         | - | 스웨덴                                                                          | 그리스 불가리아 리투아니아                                                      |
| 2010년 | 아르메니아 | 아르메니아어       | 블라디미르 아르주마니안 | Mama (어머니)                                      | 2010년 11월 20일 | 벨라루스 - 민스크     | 14         | 몰도바 | 라트비아 리투아니아                                                             | 키프로스 루마니아                                                               |
| 2011년 | 조지아     | 조지아어           | 캔디                    | Candy Music (캔디 뮤직)                            | 2011년 12월 3일  | 아르메니아 - 예레반   | 13         | - | 불가리아                                                                        | 세르비아 몰타                                                                   |
| 2012년 | 우크라이나 | 우크라이나어, 영어 | 아나스타샤 페트릭       | Nebo (하늘)                                        | 2012년 12월 1일  | 네덜란드 - 암스테르담 | 12         | 알바니아 아제르바이잔 이스라엘                                                                                             | -                                                                               | 불가리아 라트비아 리투아니아 마케도니아                                         |
| 2013년 | 몰타       | 영어               | 가이아 카우키           | The Start (시작)                                   | 2013년 11월 30일 | 우크라이나 - 키이우   | 12         | 산마리노 | 마케도니아 몰타                                                                 | 알바니아 벨기에 이스라엘                                                        |
| 2014년 | 이탈리아   | 이탈리아어, 영어   | 빈센조 칸티엘로         | Tu primo grande amore (당신의 첫 번째 위대한 사랑) | 2014년 11월 15일 | 몰타 - 마르사         | 16         | 이탈리아 몬테네그로 슬로베니아                                                                                             | 불가리아 키프로스 세르비아 크로아티아                                           | 아제르바이잔 마케도니아 몰도바                                                  |
| 2015년 | 몰타       | 영어               | 데스트니 추쿤예레       | Not My Soul (내 영혼이 아니야)                     | 2015년 11월 21일 | 불가리아 - 소피아     | 17         | 아일랜드 오스트레일리아 | 알바니아 마케도니아                                                             | 키프로스 스웨덴 크로아티아                                                      |
| 2016년 | 조지아     | 조지아어           | 마리암 마마다슈빌리     | Mzeo (해)                                          | 2016년 11월 20일 | 몰타 - 발레타         | 17         | - | 이스라엘 키프로스 폴란드                                                        | 몬테네그로 산마리노 슬로베니아                                                  |
| 2017년 | 러시아     | 러시아어, 영어     | 폴리나 보구세비치       | Wings (날개)                                       | 2017년 11월 26일 | 조지아 - 트빌리시     | 16         | - | 포르투갈                                                                        | 불가리아 이스라엘                                                               |
| 2018년 | 폴란드     | 폴란드어, 영어     | 록사나 웬겔             | Anyone I Want to Be (내가 되고 싶은 사람)          | 2018년 11월 25일 | 벨라루스 - 민스크     | 20         | 웨일스 카자흐스탄 | 아제르바이잔 이스라엘 프랑스                                                    | 키프로스                                                                        |
| 2019년 | 폴란드     | 폴란드어, 영어     | 비키 가보르             | Superhero (슈퍼히어로)                             | 2019년 11월 24일 | 폴란드 - 글리비체     | 19         | - | 스페인                                                                          | 아제르바이잔 이스라엘                                                           |
| 2020년 | 프랑스     | 프랑스어           | 발렌티나                | J'imagine (나는 상상한다)                          | 2020년 11월 29일 | 폴란드 - 바르샤바     | 12         | 독일 | -                                                                               | 알바니아 아르메니아 아일랜드 오스트레일리아 이탈리아 웨일스 마케도니아 포르투갈 |
| 2021년 | 아르메니아 | 아르메니아어, 영어 | 말레나                  | Qami Qami (바람 바람)                              | 2021년 12월 19일 | 프랑스 - 파리         | 19         | - | 알바니아 아르메니아 아일랜드 아제르바이잔 이탈리아 불가리아 마케도니아 포르투갈 | 벨라루스                                                                        |
| 2022년 | 프랑스     | 프랑스어           | 리산드로                | Oh Maman (아 엄마)                                 | 2022년 12월 11일 | 아르메니아 - 예레반   | 16         | - | 영국                                                                            | 아제르바이잔 불가리아 독일 러시아                                               |
| 2023년 | 프랑스     | 프랑스어           | 조이 클로즈르           | Cœur (심장)                                        | 2023년 11월 26일 | 프랑스 - 니스         | 16         | 에스토니아 | 독일                                                                            | 카자흐스탄 세르비아                                                             |
| 2024년 | 조지아     | 조지아어           | 안드리아 푸트카라제     | To My Mom (우리 엄마에게)                          | 2024년 11월 16일 | 스페인 - 마드리드     | 17         | - | 키프로스 산마리노                                                               | 영국                                                                            |
| 2025년 |            |                    |                         |                                                    | 2025년 12월 13일 | 조지아 - 트빌리시     | 9          | - | 크로아티아                                                                      | 에스토니아 독일                                                                 |